# Eppaner Eislöcher

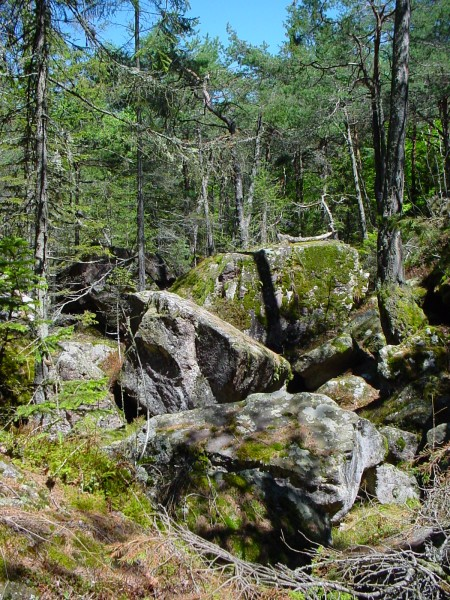
Umgebung der Eislöcher

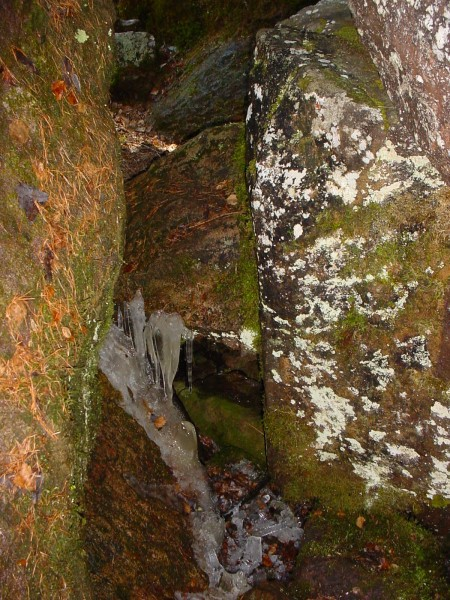
Das Innere eines Eislochs

Die  Eislöcher am Gandberg zwischen Eppan und Kaltern in Südtirol sind lokale Kaltluftgebiete, in denen die Temperatur entscheidend von der allgemein in der Region üblichen abweicht. Das Phänomen wird mit dem physikalischen Prinzip der Windröhre (in der Höhlenforschung auch als konvektive Luftbewegung bekannt) erklärt.
Das oberhalb der Siedlung Gand gelegene Biotop ist geprägt durch Porphyrschuttmassen, Verwitterungsprodukte des oberhalb steil aufsteigenden Gandbergs, der Teil des Mendelkammes ist. An der oberen Öffnung des Quarzporphyrs strömt im Sommer warme Luft ein, kühlt an dem vom Winter ausgekühlten Fels ab, sinkt ab und strömt an den unteren Öffnungen des Gesteins wieder als kalte Luft aus. Sie bleibt in einer Mulde von etwa 200 m Länge, 50 m Breite und 5 m Höhe liegen, da sie schwerer ist, als die darüber liegende warme Luft. Ihre Temperatur unmittelbar am Eisloch beträgt zwischen null und neun Grad. In der Mulde finden hier Pflanzen auf 500 m Meereshöhe einen Lebensraum, den es sonst nur im Hochgebirge gibt, so etwa die Rostblättrige Alpenrose.
Das Eisloch-Phänomen gibt es auch an anderen Orten in den Alpen; oft kommt es an großen Steinhalden vor wie in Eppan. Was den Eppaner Eislöchern zu besonderer Bekanntheit verholfen hat, ist vor allem die Tatsache, dass sich unten die kalte Luft in der Mulde sammelt.
Die vielen durch einen Bergsturz entstandenen Felstrümmer bei den Eislöchern haben immer schon die Phantasie der Bevölkerung angeregt. Die Sage erzählt von einer Stadt, die unter den Trümmern begraben liege. Die Verschüttung sei die Abrechnung Gottes mit deren frevelhaften Bewohnern. Das Kältephänomen hat in neuerer Zeit zu verschiedenen Spekulationen Anlass gegeben. So wurde ein unterirdischer Wasserlauf vermutet, auch ein verschütteter, noch vorhandener Eiszeitgletscher. Schlüssig ist die Erklärung nach dem Prinzip der Windröhre.
Die Eppaner Eislöcher stehen unter Naturschutz.